# Xabea recticercis
Xabea recticercis är en insektsart som beskrevs av Lucien Chopard 1969. Xabea recticercis ingår i släktet Xabea och familjen syrsor. Inga underarter finns listade i Catalogue of Life.